# Cuscus di pesce
Il cuscus di pesce o cuscus alla trapanese o cùscusu in dialetto trapanese, è un piatto tipico della cucina trapanese, inserito tra i prodotti agroalimentari tradizionali siciliani riconosciuti dal Ministero delle politiche agricole alimentari e forestali, su proposta della Regione Siciliana.

## Storia
L'origine del piatto non si deve alla dominazione araba della Sicilia, ma piuttosto ai frequenti legami storici e sociali tra la provincia di Trapani e il Nordafrica, dove il cuscus è un alimento molto diffuso.
In particolare, con l'emigrazione trapanese di fine Ottocento verso la Tunisia (e poi in Libia nei primi decenni del Novecento) fu importato il piatto, ma utilizzando i prodotti del territorio, come il pesce, le mandorle e l'aglio.

## Preparazione
Il cuscus ha una preparazione lunga, complessa ed elaborata, che richiede una precisa manualità. L'elaborazione del piatto prevede due momenti diversi: uno dedicato alla lavorazione dei cocci, l'altro dedicato alla realizzazione del brodo di pesce, nella variante tipicamente siciliana. La preparazione dei cocci prevede quattro passaggi fondamentali: l'incocciata, asciugatura, condimento e sgranatura, cottura. 

### L'incocciata
L'incocciata consiste nell'ammorbidire la semola con acqua salata e lavorarla con le mani. In questo modo i piccoli granelli di semola si gonfiano e si uniscono tra loro creando chicchi più grandi. È un'azione che va effettuata con estrema delicatezza con un movimento rotatorio delle mani. Questo procedimento viene fatto all'interno della mafaradda, un piatto concavo delle pareti basse in terracotta o in legno. 

### L'asciugatura
L'asciugatura è la fase di riposo della semola su una spianatoia. 

### Condimento e sgranatura
La semola asciutta viene condita con alcuni ingredienti. Alcune varianti prevedono prezzemolo, aglio, cipolla e spezie come cannella o chiodi di garofano. Dopo aver condito la semola, si procede alla sgranatura, cioè alla separazione dei cocci con l'ausilio di olio. 

### Cottura
A questo punto si procede con la cottura dei cocci nella cuscusera, una pentola bucherellata al fondo che viene poggiata su un'altra pentola piena d'acqua, permettendo la cottura a vapore. Fra le due pentole viene posto un cordolo di pasta che non consente la fuoriuscita del vapore.  
A questo punto si procede con la composizione del piatto attraverso l'abbivirata, che consiste nell'inumidire il cuscus con il brodo di pesce precedentemente preparato. 
Il condimento del brodo, a differenza di quello originale magrebino, è la ghiotta, un brodetto di pesce misto di scorfano rosso, scorfano nero, cernia, pesce San Pietro, boga, gallinella, luvaro ed anguilla delle saline della zona, insieme a qualche gambero o scampo arricchito dall'elioconcentrato di pomodoro (strattu), una forte presenza di aglio rosso di Nubia, prodotto tipico del territorio, e mandorle.
Segue la fase di riposo e di copertura del piatto, finalizzata alla concentrazione dei sapori. Il piatto viene servito e ciascun commensale potrà aggiungere altro brodo a piacimento. 

## Varianti
Altra versione in quella zona (in particolare nell'arcipelago delle Egadi) sono i "frascatula", palline di semola impastata cotte a vapore, accompagnati con brodo di pesce. 
Nell'agro ericino si consuma anche, senza pesce, ma con una zuppa di verdure ed ortaggi di stagione come cavolfiore, fave, carote, ceci, piselli e finocchietto selvatico.